# Тіфенбах (Ландсгут)
Тіфенбах (нім. Tiefenbach) — громада в Німеччині, знаходиться в землі Баварія. Підпорядковується адміністративному округу Нижня Баварія. Входить до складу району Ландсгут.
Площа — 24,72 км2. Населення становить 3947 ос. (станом на 31 грудня 2020).